# ジャンボジェット (航空会社)
ジャンボジェット（英語: Jambojet）はケニアの格安航空会社。ケニア航空の完全子会社で、本拠地はケニアの首都ナイロビに置かれている。
社名の「ジャンボ」はスワヒリ語の挨拶"Jambo"（「こんにちは」）に由来しており、通称が「ジャンボジェット（Jumbo Jet）」であるボーイング747との関係はなく
、綴りも異なる。また、ボーイング747はジャンボジェット社において運航されていない。（以下、本項における「ジャンボジェット」は旅客機の機種ではなく、すべてこの航空会社の社名を指すものである。）

## 歴史
ジャンボジェット社は2014年4月1日に運航を開始した。 運航にあたり、ケニア民間航空局(KCAA)は国内線に加えてブルンジ、コモロ、コンゴ民主共和国、エチオピア、マダガスカル、マヨット、ルワンダ、ソマリア、南スーダン、タンザニア、ウガンダへの運航許可を2014年1月の段階で与えているが、2015年4月現在で国内線以外の路線展開は行われておらず、国際線の運航許可も2014年9月27日で期限切れとなっている。

## 業務体制
2013年9月の設立時にアイシ・マカティアニが社長に就任し、ウィレム・アレクサンダー・ホンディウスが最高経営責任者（CEO）として指名された。24名の従業員を直接雇用し、ケニア航空から20名のパイロットが出向することになるという。また、30名の客室乗務員がケニア航空以外から雇用されることになっている。

### 所有者
ジャンボジェット社はケニアのフラッグ・キャリアであるケニア航空の完全子会社となっている。単元株価格は20シリングで、発行されている5000株をすべてケニア航空が保有している。

## 就航地

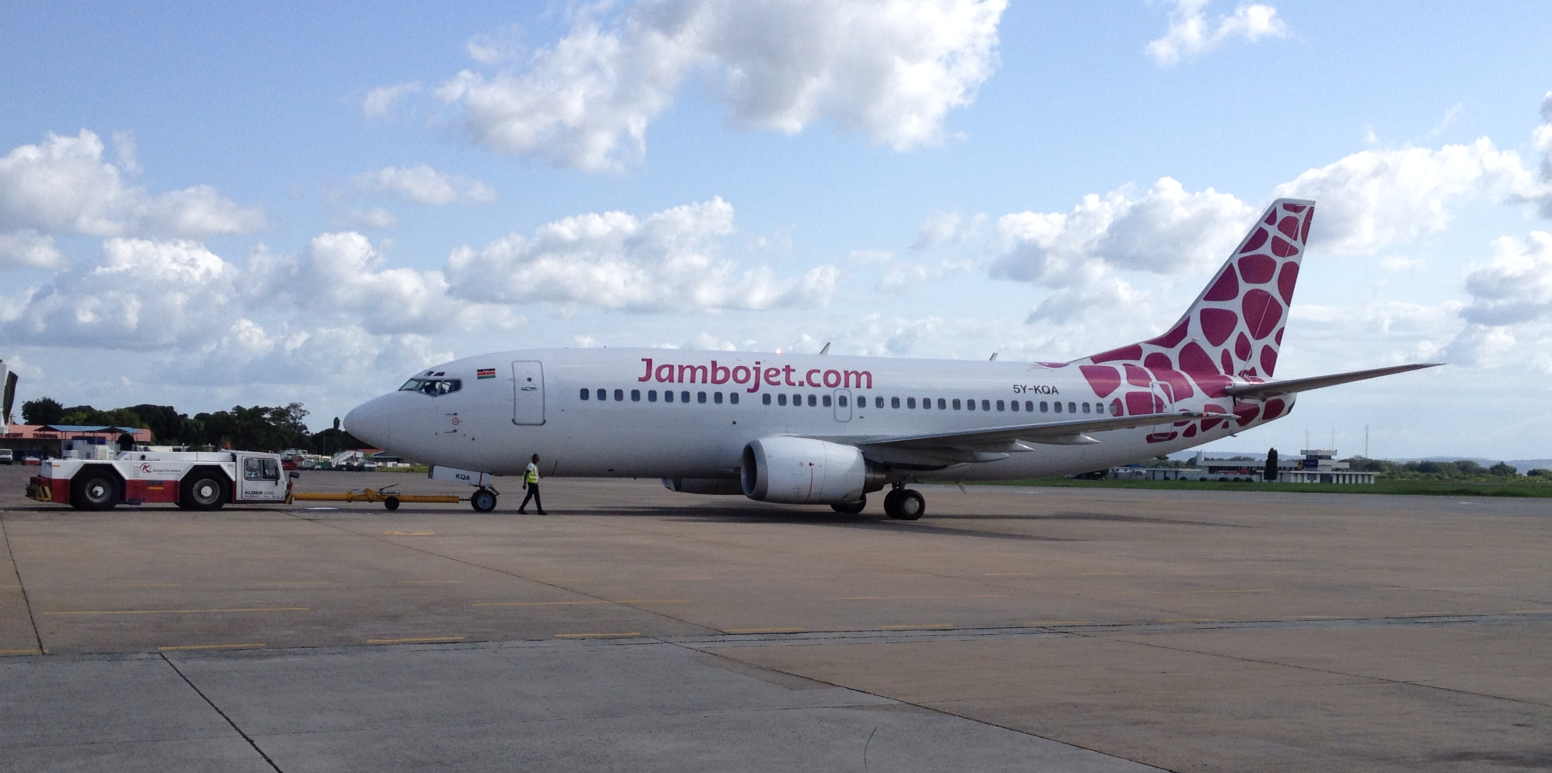
ジャンボジェット社のボーイング737-300（モワ国際空港にて）

## 機材
前述の通り747は利用しておらず、737を主力としている。また2015年3月30日よりボンバルディア DHC-8-Q400の運航を開始した。